# João Chianca
João Chianca, född 30 augusti 2000, är en brasiliansk surfare.

## Karriär
Chianca tog brons i lagtävlingen vid världsspelen 2023. Han har kvalificerat sig för OS 2024.